# Укэлаят (хребет)
Укэлаят — горный хребет в азиатской части России, на территории материковой части Камчатского края. Входит в систему Корякского нагорья. Название в переводе с корякского Вуквылгаят — «камнепадный».
В хребет входит самая высокая вершина Корякского нагорья — гора Ледяная (2562 м), также на хребте, в бассейне реки Укэлаят, расположен один из самых крупных ледников Корякского нагорья — Сложный (4,1 км, 4,4 км²). Всего на хребте Укэлаят и в районе Ледяной 344 ледника площадью 102,5 км². 
Место обитания снежного барана. Растительность представлена горными тундрами, гольцами, стланиками, ёрниками, в широких речных долинах заросли кустарниковых ивняков (Salix pulchra, S. alaxensis, S. krylovii).